# Колір ночі (гурт)
Колір Ночі — український музичний гурт з Ржищева. Гурт позиціонує себе як послідовники хвилі молодого року, характеризуючи свій стиль, швидше, як соціальний рок, тематика якого торкається сучасної ситуації в Україні, соціальної проблематики та, історичних подій.

## Історія
Датою народження гурту вважається 27 червня 2010 року, коли вперше саме під назвою «Колір Ночі» гурт виступив на «Дні молоді» у Ржищеві, в складі Михайла Бойка (гітара, вокал), Дмитра Плоского (бас) та Віталія Нестеренка (ударні).
До цього, в 2008—2009 рр. Михайло Бойко та Дмитро Плоский, навчаючись у Ржищівському будівельному технікумі, виступали дуетом на місцевих заходах. Основу їхнього репертуару в цей час складали пісні гурту Тінь Сонця, але закінчення технікуму і переїзду на навчання до Києва виступи припинились. В Києві Михайло в 2010 р. познайомився з Віталієм Нестеренком, який на той час був барабанщиком студентського гурту «Креш!», і вони вирішили створити спільний гурт. В жовтні 2010 р. склад гурту розширився, місце за клавішами зайняла Яна Титаренко, бас-гітара перейшла до Максима Бойка — брата Михайла, а Дмитро Плоский перейшов на акустичну гітару. Згодом склад гурту змінювався.
Участь у фестивалях: «Трипільське коло» (Ржищів), «Ше.Fest» (с. Моринці), «Голосіївська криївка» (Київ), «Повстанець» (Черкаси), «Woodstock Україна» (Львів), «Холодний Яр» (Черкаси) та інших.
Піснею "Добрий вечір [Архівовано 9 липня 2021 у Wayback Machine.]" гурт долучився до акції "Так працює пам'ять", присвяченої пам'яті Данила Дідіка і всім, хто віддав життя за незалежність України.

## Дискографія

### Альбоми
- «Воїни волі» (2014)
- «Цей добрий світ» (2015)
- «Час» (2015) (разом із Дмитром Лінартовичем)[3]
- «Квітень» (2017)
- "МУЗИКА" (EP 2021)

## Склад гурту

### Поточний склад
- Михайло Бойко — гітара / вокал;
- Олександр Ладичук — бас;
- Максим Бойко — ударні;
- Леонід Потієнко - клавішні;
- Дмитро Нараєвський — гітара.

### Колишні учасники
- Дмитро Плоский (гітара, бас)
- Віталій Нестеренко (ударні)
- Євген Сірик (гітара)
- Іван Григоряк (гітара, бас)